# Josef Klíč
Josef Klíč (* 10. srpna 1976 Moravská Třebová) je český violoncellista a koncertní mistr Národního divadla Brno.

## Život
Absolvoval konzervatoř v Pardubicích, následně v roce 2000 vystudoval hru na violoncello na Hudební fakultě Janáčkovy akademie múzických umění v Brně u Františka Havlíka. Poté byl na stáži v Toyamě v Japonsku. Stal se vítězem mezinárodní soutěže Yamaha. Je držitelem mnoha českých i zahraničních ocenění. Kromě interpretování hudby je také skladatelem současné moderní hudby.
Občasně vystupuje s písničkářem Závišem. V roce 2010 vyšlo CD se záznamem jejich společného koncertu pod název Naživo za pivo. Podílel se také na albu skupiny The Plastic People of the Universe Maska za maskou.
V roce 2012 vydal autorské album Requiem za Magora věnované památce zesnulého básníka Ivana Martina 'Magora' Jirouse.

## Diskografie
- 2004 - V půli kopce (CD, Guerilla Records)
- 2004 - Nosferatu, symfonie hrůzy (CD, Guerilla Records) (účast na albu DG 307)
- 2005 - Žalmy prostopášné a kajícné (CDr, Ears&Wind Records)
- 2006 - Když prší (CD, Záviš) (účast na albu Záviše)
- 2006 - Jaroslav Erik Frič & Josef Klíč - S kým skončila noc (CD, Guerilla Records)
- 2006 - Epitaf (CD, Guerilla Records) (účast na albu Špinavýho nádobí)
- 2006 - Vosková podobizna nepolapitelného (CD, Guerilla Records)
- 2008 - Lacrimosa dies illa (CD, Forza)
- 2009 - Maska za maskou (CD, Guerilla Records) (účast na albu The Plastic People of the Universe)
- 2009 - Kniha Jób (CDr, Ears&Wind Records)
- 2010 - Jako lusk (CDr, Ears&Wind Records) (účast na albu Čočky)
- 2010 - Záviš a Pepa Klíč - Naživo za pivo (CD, Ears&Wind Records)
- 2010 - Jaroslav Erik Frič & Josef Klíč - Na každý den napsal's smrt (CD, Guerilla Records)
- 2012 - Nevytahuj mi ho prosím na veřejnosti (CD, Záviš) (účast na albu Záviš)
- 2012 - Requiem za Magora (CD, Guerilla Records) (in memoriam Ivan Martin Jirous)
- 2013 - Čočka & Pepa - Homérovi (CD, samonáklad)
- 2016 - Grafické partitury a texty Sonnyho Halase (CD, Ears&Wind Records)